# Ocotea dispersa
Ocotea dispersa är en lagerväxtart som först beskrevs av Nees & Mart. och Christian Gottfried Daniel Nees von Esenbeck, och fick sitt nu gällande namn av Carl Christian Mez. Ocotea dispersa ingår i släktet Ocotea och familjen lagerväxter. Inga underarter finns listade i Catalogue of Life.